# U-20-Fußball-Südamerikameisterschaft 1992/Kader Uruguay
Bei der U-20-Fußball-Südamerikameisterschaft 1992 in Kolumbien bestand der Kader der uruguayischen U-20-Nationalmannschaft aus den nachfolgend aufgelisteten Spielern. Die Uruguayer belegten den zweiten Gruppenplatz nach Abschluss der Finalphase. Damit wurde Uruguay Vize-Südamerikameister.
|         | Javier Delgado          |  | Danubio                |
|         | Marcos Madruga          |  | Danubio                |
|         | Gabriel Álvez           |  | Defensor Sporting      |
|         | Diego Campos            |  | Defensor Sporting      |
|         | Diego Aníbal Pérez      |  | Defensor Sporting      |
|         | Tabaré Silva            |  | Defensor Sporting      |
|         | Alejandro Traversa      |  | Defensor Sporting      |
|         | Nelson Olveira          |  | Fénix                  |
|         | Néstor Correa           |  | Liverpool FC           |
|         | Rodrigo Lemos           |  | Nacional               |
|         | Fernando Rodríguez      |  | Nacional               |
|         | Sergio Sena             |  | Nacional               |
|         | Marcelo Dapueto         |  | Racing                 |
|         | Edgardo Adinolfi        |  | River Plate Montevideo |
|         | Fernando Correa         |  | River Plate Montevideo |
|         | Diego López             |  | River Plate Montevideo |
|         | Alejandro Márquez       |  | River Plate Montevideo |
|         | Sergio Antonio Martínez |  | Sud América            |
|         | Javier Menéndez         |  | Montevideo Wanderers   |
| Trainer |                         |  |                        |
|         | Ángel Castelnoble       |  |                        |

Quelle: